# Batalion de Choc
Batalion de Choc (fr. Le Bataillon de Choc) – francuski oddział wojskowy sił specjalnych podczas II wojny światowej.

## Historia
25 maja 1943 r. we francuskiej Algierii został sformowany Bataillon d'Assaut. W jego skład weszli żołnierze pełniący wcześniej tzw. misje specjalne. Na ich czele stanął kpt. Fernand Gambiez. Oddział wyszkolili Brytyjczycy ze Special Operations Executive (SOE) i Amerykanie z oddziałów Rangers. Jego zadaniem było lądowanie na spadochronach poza liniami nieprzyjaciela, a następnie operowanie w małych grupach po 14 ludzi w celu niszczenia szlaków komunikacyjnych i zaopatrzenia. Wkrótce przemianowano go na Bataillon de Choc. Pierwszą jego akcją bojową był udział w wyzwoleniu Korsyki. Kompania francuskich komandosów wylądowała na wyspie 11 września 1943 r., przewieziona na okręcie podwodnym „Casabianca”. 14 września dołączyła reszta batalionu, który wziął udział w walkach z wojskami niemiecko-włoskimi. Spośród  Korsykańczyków została sformowana nowa kompania. Po wyzwoleniu Korsyki służyła ona francuskim komandosom jako baza wypadowa dla dalszych operacji. 17 czerwca 1944 r. batalion został desantowany na Elbie, neutralizując niemieckie baterie artylerii, pozycje obronne i dowództwo w San Piero, aby zabezpieczyć lądowanie francuskiej 9 Dywizji Piechoty Kolonialnej. 2 sierpnia tego roku pierwsze pododdziały batalionu zostały zrzucone na spadochronach w  masywie górskim Vercors w południowej Francji, dołączając do partyzantów. 15-16 sierpnia dołączyła do nich reszta oddziału. Francuzi organizowali zasadzki na mniejsze niemieckie oddziały. Następnie walczyli pod Tulonem, Saint-Étienne i Lyonem, dochodząc do Dijon. W poł. października gen. Jean de Lattre de Tassigny, dowódca 1 Armii, podjął decyzję o przeformowaniu batalionu w oddział lekkiej piechoty szturmowej (infanterie légère de choc).  1 listopada oddział wraz z Groupement de Commandos d'Afrique utworzył Brygadę de Choc. Walczyła ona w Wogezach, pod Belfortem i Colmarem, przekraczając Ren w rejonie Germersheim na pocz. 1945 r. Batalion zakończył działania wojenne 26 kwietnia tego roku w Sigmaringen. 7 maja stacjonował w Arlbergu. W czasie wojny stracił łącznie ok. 170 zabitych i ok. 800 rannych.